# Kutya és macska
A Kutya és macska (eredeti cím: Chien et Chat) 2024-ben bemutatott francia filmvígjáték, amelyet Reem Kherici rendezett. A főbb szerepekben Franck Dubosc, Reem Kherici és Philippe Lacheau látható.
Franciaországban 2024. február 14-én mutatták be a mozikban. Magyarországon február 22-én jelent meg a Prorom Entertainment Kft. forgalmazásában.

## Cselekmény
Monica az internetes sztármacska, Díva gazdája. A repülőtéren találkozik egy Jack nevű tolvajjal és annak kutyájával, Kikivel. A kutya nemrég nyelte le gazdája legutóbbi rablásából származó zsákmányát, egy rubint. A légitársaság szabályai miatt az utasoknak házikedvenceiket a raktérben kell elhelyezniük. A repülőgépen az ablakon kinézve látják, ahogyan háziállataik kiszabadulnak a ketrecből és a poggyászkocsikból, majd ismeretlen helyre távoznak. 
A két ellentétes vérmérsékletű ember útnak indul Montrealból New Yorkba, dacolva a kevés idővel. A háziállataikat elvesztő gazdik és a magukra hagyott állatok is keresni kezdik egymást. Azonban nem sejtik, hogy Brandt rendőrtiszt a nyomukban van, és a rubin visszaszerzéséért bármire készen áll.

## Szereplők
| Szerep        | Színész                   | Magyar hang     |
| ------------- | ------------------------- | --------------- |
| Díva (hangja) | Inès Reg                  | Bata Éva        |
| Kiki (hangja) | Artus                     | Miller Dávid    |
| Jack          | Franck Dubosc             | Epres Attila    |
| Monica        | Reem Kherici              | Pálmai Anna     |
| Brandt        | Philippe Lacheau          | Szabó Máté      |
| Lizzie        | Raphaëlle Fugère-Larocque | Hegedűs Johanna |
| Ucque nővér   | Lenie Scoffié             | Horváth Zsuzsa  |
| Alice nővér   | Laurence Laprise          | Dér Marus       |
| Stewardess    | Elisabeth Locas           | Haumann Petra   |
| Steward       | Nicolas Michon            | Penke Bence     |
| Albert        | Oscar Desgagnés           | Vizler Deján    |

### Magyar változat
- Főcím: Juhász Gergely
- Magyar szöveg: Zalatnay Márta
- Hangmérnök: Tóth Péter Ákos
- Vágó: Simkóné Varga Erzsébet
- Gyártásvezető: Cabello-Colini Borbála
- Szinkronrendező: Nikas Dániel
- Produkciós vezető: Várkonyi Krisztina

A szinkront a Mafilm Audio Kft. készítette el.

## A film készítése
A filmet Montréalban, később pedig New Yorkban forgatták.